# Proclamação da República da China

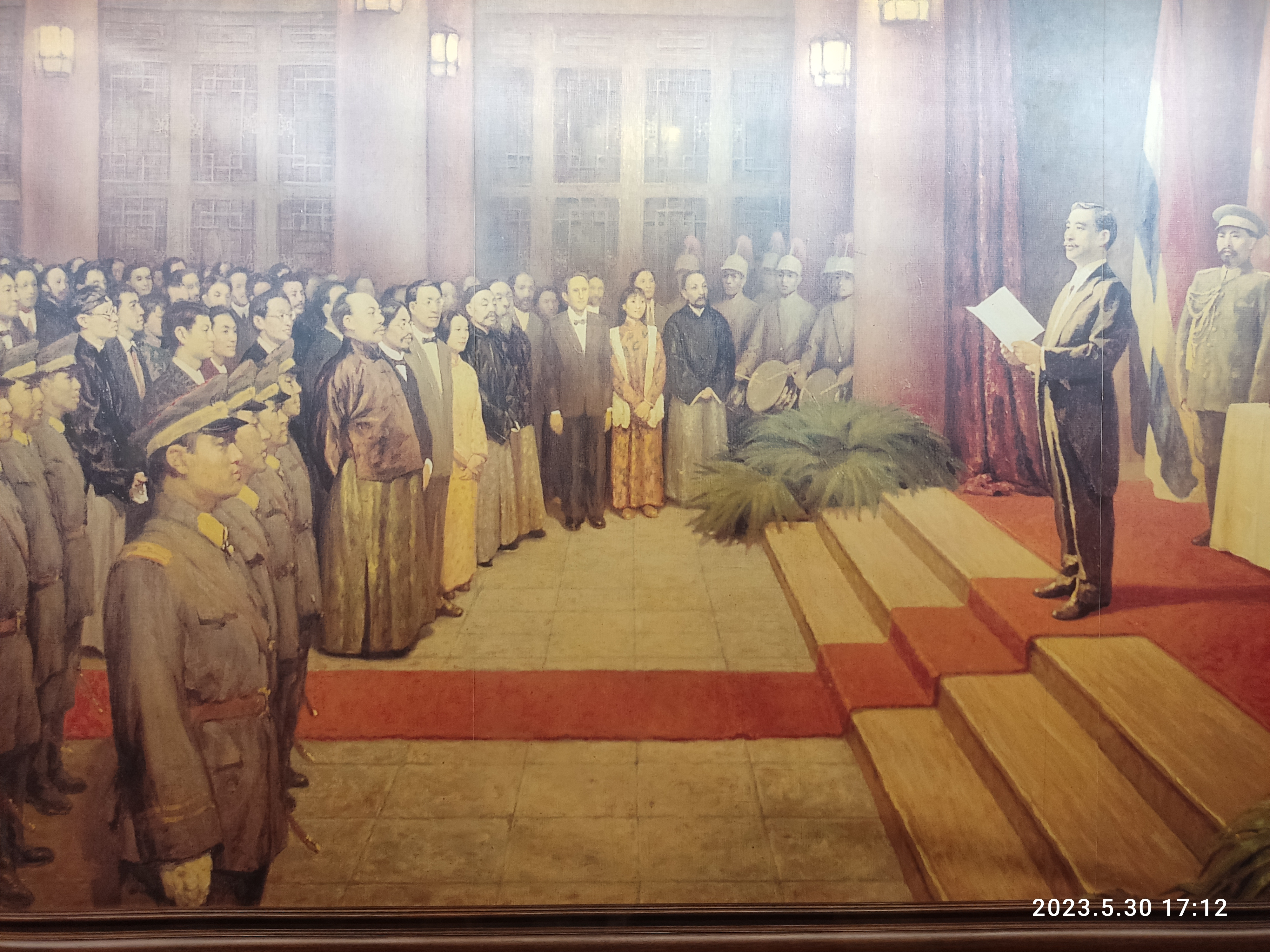
Na meia-noite de 1º de Janeiro de 1912, Sun Yat-sen foi empossado oficialmente o presidente do governo provisório. (pintura)

A Proclamação da República da China se refere a fundação, formal, da República da China na meia-noite do dia 1º de Janeiro de 1912 feita por Sun Yat-sen, líder do Partido Nacionalista da China, seguido de um discurso de dia para a população; Após os eventos da Revolução Xinhai em 10 de Outubro de 1911 e a queda da Dinastia Qing.

## Revolução Xinhai
Em 10 de Outubro de 1911, após a Revolta de Wuchang, se segue a queda do controle da Dinastia Qing sobre as províncias para as forças revolucionárias do Tongmenghui. O Tongmenghui foi fundado 1905 a partir da fusão de várias organizações secretas menores, e tinha como principais lideres, Sun Yat-sen, com auxilio de Huang Xing, Song Jiaoren e Homer Lea. Quando a revolta começou, Sun Yat-sen estava exilado nos Estados Unidos, e enviou Huang Xing como comandante-em-chefe das atividades militares do Tongmenghui para cooperar com Li Yuanhong, lider da revolta. A partir de Novembro de 1911, a maior parte dos membros do Tongmenghui já estavam em território chinês, controlado pelos 
revolucionários, que se proporão a formar um governo provisório com sede em Nanquim; Nanquim havia sido capturada em 2 de Dezembro de 1911e possuía valor histórico para os revolucionários, pois havia sido a capital das principais dinastias chinesas antes dos Qing.

## Eleição Presidencial

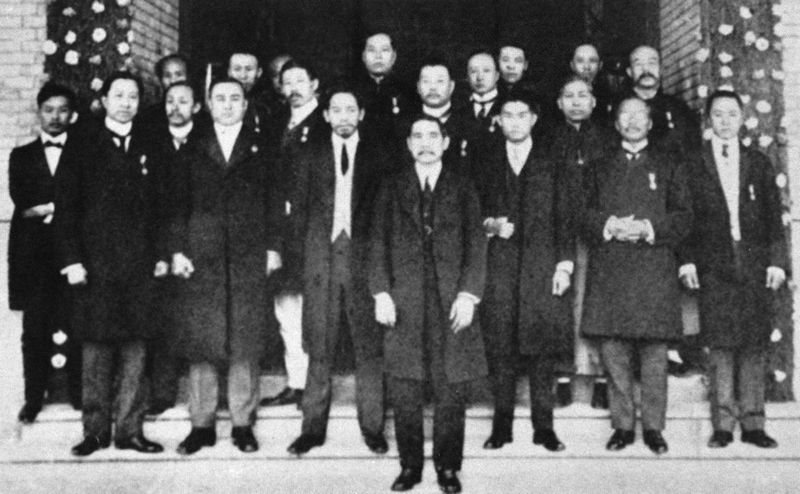
Representantes e Delegados da Assembléia Nacional, incluindo o Presidente Sun Yat-sen, em 1º de Janeiro de 1912, Nanjing.

Pela primeira vez na história da China, eleições para eleger um chefe de governo e de estado haviam sido convocadas no final daquele ano, após a captura de Nanquim. Em 29 de Dezembro, Lin Sen, como chefe da assembleia nacional, organizou e mediu a eleição, que se conclui com 94.11% dos votos para Sun Yat-sen, que foi eleito como Presidente da China, ainda que de forma provisória, enquanto Li Yuanhong com 100% dos votos foi eleito o vice-presidente provisório da china. Huang Xing, que obteve 5.88% dos votos na eleição presidencial e 0% na vice-presidencial, foi apontado por Yat-sen como Comandante-em-chefe do exército e ministro da defesa.

## Proclamação
Em 1º de Janeiro de 1912, após as eleições presidenciais em Nanjing serem concluidas e o governo ser criado, Sun Yat-sen inaugurou, formalmente, a República da China a partir da seguinte declaração para o povo chinês:
中华民国缔造之始，而文以不德，膺临时大总统之任，夙夜戒惧， 虑无以副国民之望。夫中 国专制政治之毒，至二百年来而滋甚，一旦以国民之力踣而去之，起事不过数旬，光复已十余 行省，自有历史以来，成功未有如是之速也。 国民以为于内无统一之机关，于外无对待之主 体，建设之事更不容缓，于是以组织临时政府之责相属。自推功让能之观念以言，文所不敢任 也；自服务尽责之观念以 言，则文所不敢辞也。是用黾勉从国民之后，能尽扫专制之流毒， 确定共和以达革命之宗旨，完国民之志愿，端在今日。敢披沥肝胆为国民告：国家之本在于人 民， 合汉、满、蒙、回、藏诸地为一国，即合汉、满、蒙、回、藏诸族为一人，是曰民族之 统一。
(Em Português:)
"Desde a fundação da República da China, eu, Wen, assumi com relutância o cargo de Secretário Provisório e de Presidente e permanecemos vigilantes dia e noite, sempre prontos a alertar em auxílio às esperanças dos nossos cidadãos. O veneno do autoritarismo chinês foi profundo ao longo dos últimos dois séculos, mas agora que oforça dos nossos cidadãos está a trabalhar para eliminá-lo, só demorou algumas semanas desde que estes acontecimentos ocorreram pela primeira vez e já restauramos cerca de dez províncias. Nunca na história tanta coisa foi alcançada com tanta velocidade. Alguns cidadãos acreditam que sem qualquer organização nacional unida ou qualquer grupo no estrangeiro para lidar com estes problemas, é ainda mais crucial que não haja atraso no estabelecimento [de um governo]; portanto, é nossa tarefa organizar um governo provisório. Em termos de ideias de meritocracia, eu não deveria assumir este cargo; em termos de ideias de serviço e responsabilidade, não me atrevo a renunciar a este cargo. Somente depois de ter trabalhado incansavelmente para servir o povo na remoção do veneno do autoritarismo, garantir que a república atenda aos princípios do revolução e cumprir os desejos dos nossos cidadãos, renunciarei à minha posição nesse dia. Nisso eu professo aos cidadãos que a raiz da nação está no povo. A terra dos Han, Manchus, Mongóis, Muçulmanos e os tibetanos são um só país;e assim, as nações Han, Manchus, Mongóis, Muçulmanas e Tibetanas são um só povo. Esta é uma raça unida."

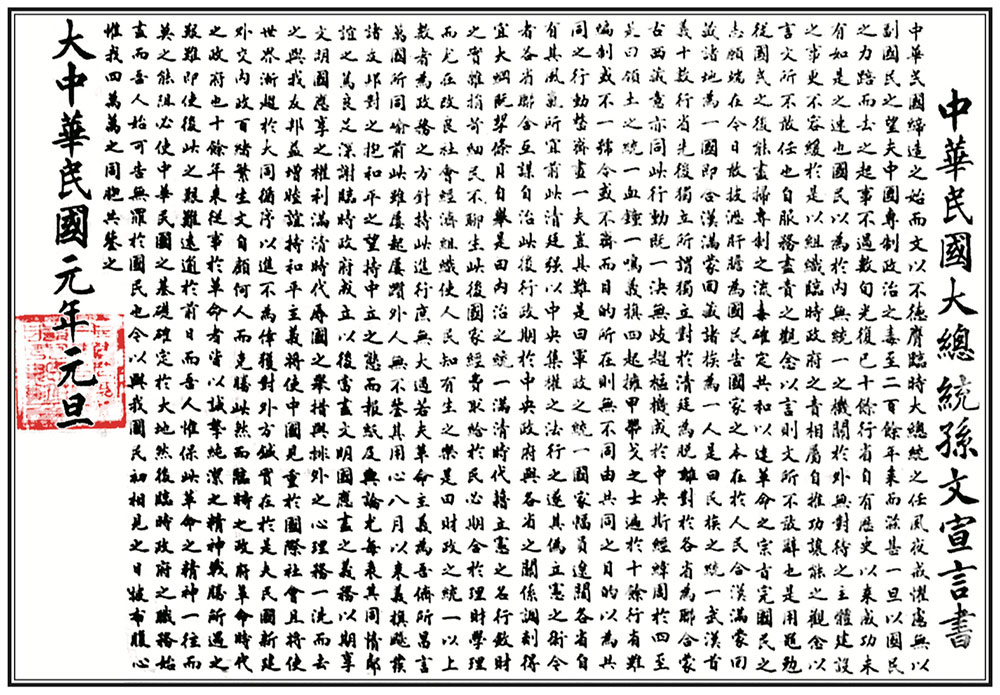
Declaração de Sun Yat-sen em 1º de Janeiro de 1912 sobre as condições da República da China